# کامپو نوو دو پارکیس
کامپو نوو دو پارکیس (به پرتغالی: Campo Novo do Parecis) یک منطقهٔ مسکونی در برزیل است که در ماتو گروسو واقع شده‌است. کامپو نوو دو پارکیس ۳۶٬۱۴۳ نفر جمعیت دارد.